# Astacus
Astacus  (лат.) — род десятиногих ракообразных из семейства Astacidae. Включает виды, обитающие в пресных водоёмах Евразии и Северной Америки. Наиболее распространён в Европе и России Широкопалый речной рак, разводится в пищевых целях, интродуцирован по всей Евразии.

## Среда обитания
Пресная чистая вода — реки, озёра, пруды, быстрые или проточные ручьи (глубиной 3—5 м и с впадинами до 7—12 м). Летом вода должна прогреваться до 16—22 °C. Раки очень чувствительны к загрязнению воды, поэтому места, где они водятся, говорят об экологической чистоте этих водоёмов.

## Размножение и развитие
Потомство: новорождённые рачки достигают в длину до 2 мм. Первые 10—12 суток они остаются под брюшком у самки, а затем переходят к самостоятельному существованию. В этом возрасте их длина около 10 мм, вес 20—25 мг. В первое лето рачки линяют пять раз, длина их увеличивается вдвое, а масса в шесть раз. На следующий год они вырастут до 3,5 см, и будут весить около 1,7 г, полиняв за это время шесть раз. Рост молодых речных раков происходит неравномерно. На четвёртый год жизни раки вырастают примерно до 9 см, с этого момента они линяют два раза в год. Количество и сроки линек сильно зависят от температуры и питания.

## Прикладное значение
Представителей употребляют в пищу (см. Раки (блюдо)).
Речные раки используются на водоочистных сооружениях, как датчики чистоты очищенной воды.